# 一新社
一新社，由澎湖文人學士創設的神明會或鸞堂組織，前身是普勸社。一新社在澎湖發展歷史十分獨特，各地公廟往往是官方倡建或者同村居民合資籌建，而一新社則僅以鸞堂（善堂）結社之力，單獨創建「一新社聖真寶殿」，開善堂蓋廟風氣之先。:47

## 鸞堂發展沿革
「鸞堂」又稱「善堂」，主祀文衡帝君（關公）。傳統而言，民間宗教中自有法師與乩童的身影，澎湖地區的民間信仰傳統最早能追溯至中國的華南地區。尚有另外一種以乩筆沙盤扶鸞、著造善書的神媒，與「武壇」乩童多舞刀弄劍的作法大相逕庭，被稱為「鸞手」或「鸞生」，又稱「文壇」。相對於乩童多出於庶民階層，鸞手則多由仕紳文人出任。:25、47
早期識字者少，能進行筆墨書寫的也多是士大夫階級。:51所以有學者便主張，善堂的扶鸞活動是儒家通俗化的表現，而善堂人員的宗教精神相對淡薄，更多是透過神道力量的手段，彰顯儒家倫理道德來勸勉老百姓服膺。知名鸞手楊明機（1899-1985）先生更曾於大正8年（1919年）提出「儒宗神教」的名稱，企圖概括各地的鸞堂與扶鸞行為意涵。

不同於台灣本島善堂人員對於民俗信仰有所隔閡的態度，澎湖地區的善堂反而是和民間宗教組織揉合、相輔相成的。善堂的活動不僅直接在村里公廟舉辦，歷來如唱鸞、錄鸞等等屬於善堂的職務，也和一般公廟的委員、法師重疊。起駕作法的時候，鸞手和乩童還互相配合、並不排斥衝突，甚至有由一人同時兼任的現象存在。:51

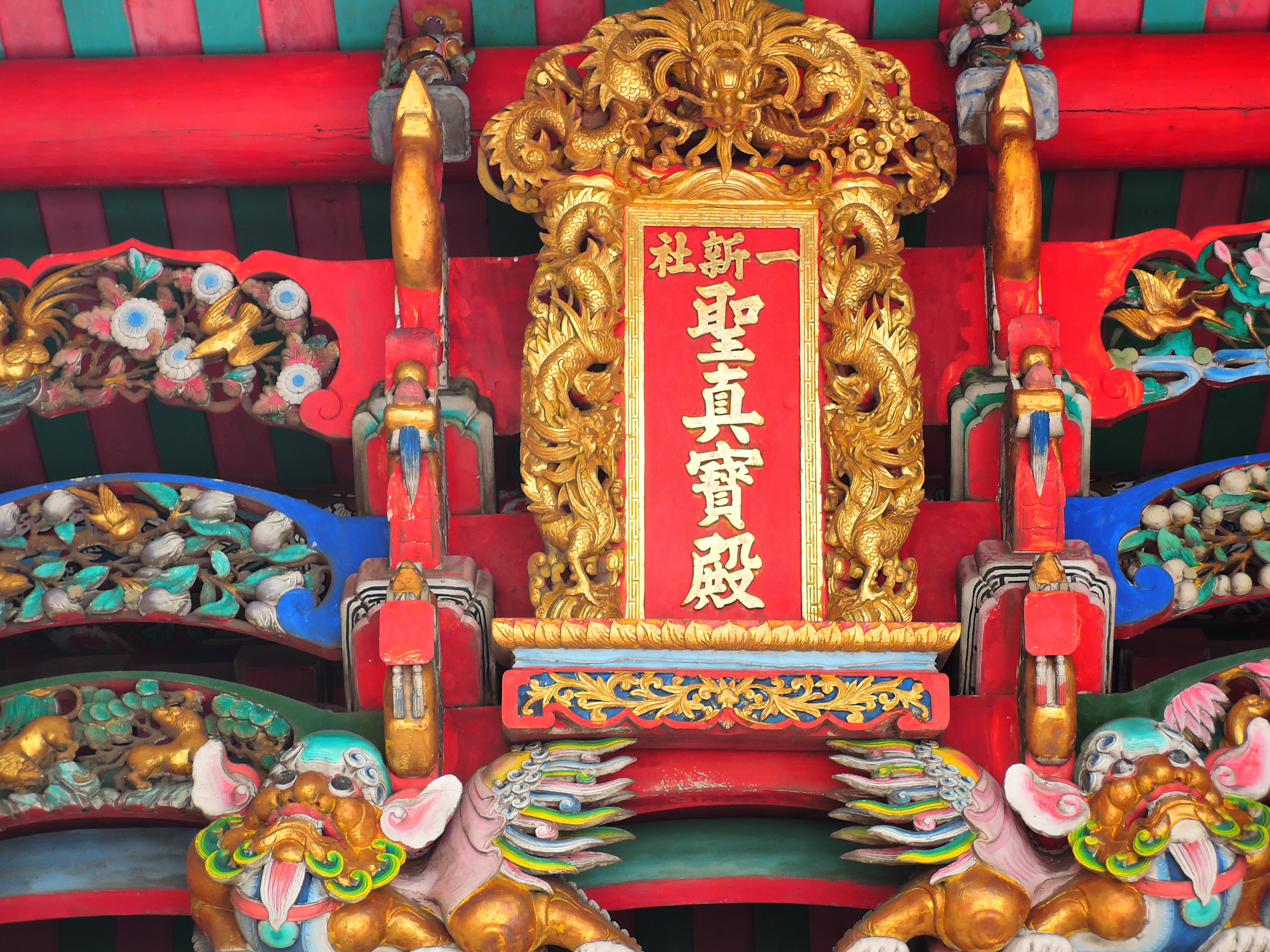
聖旨牌
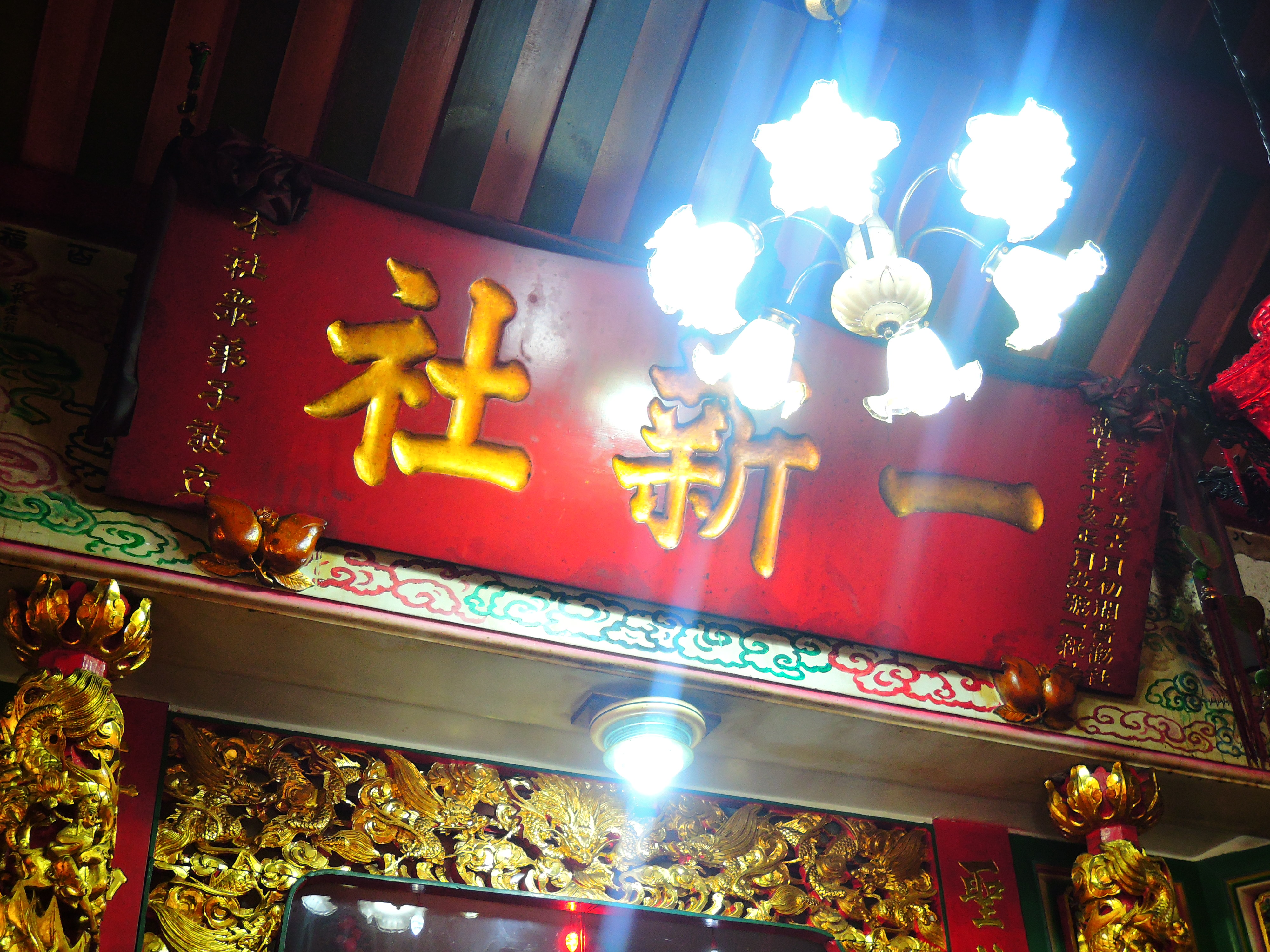
一新社
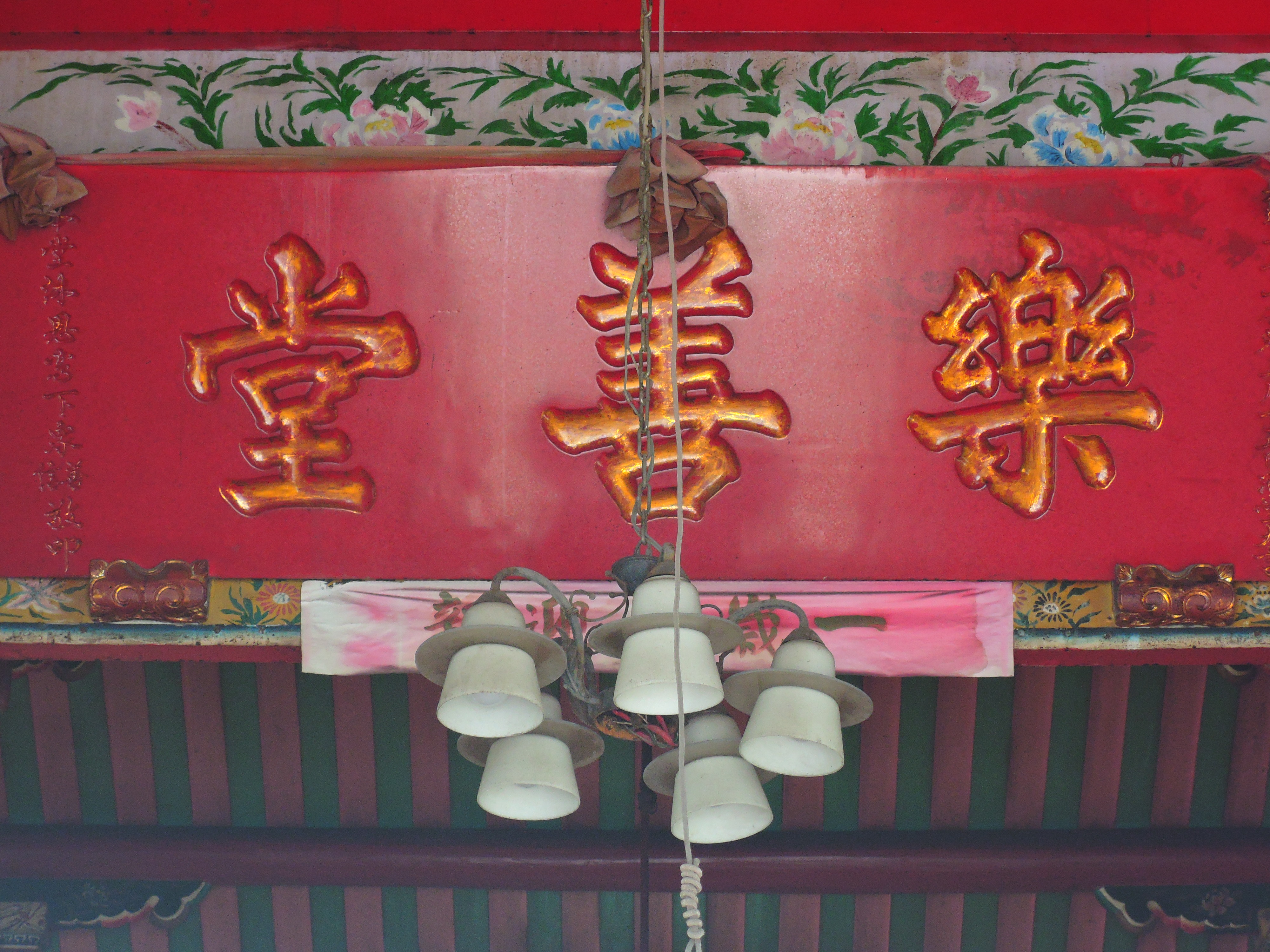
鸞堂堂號
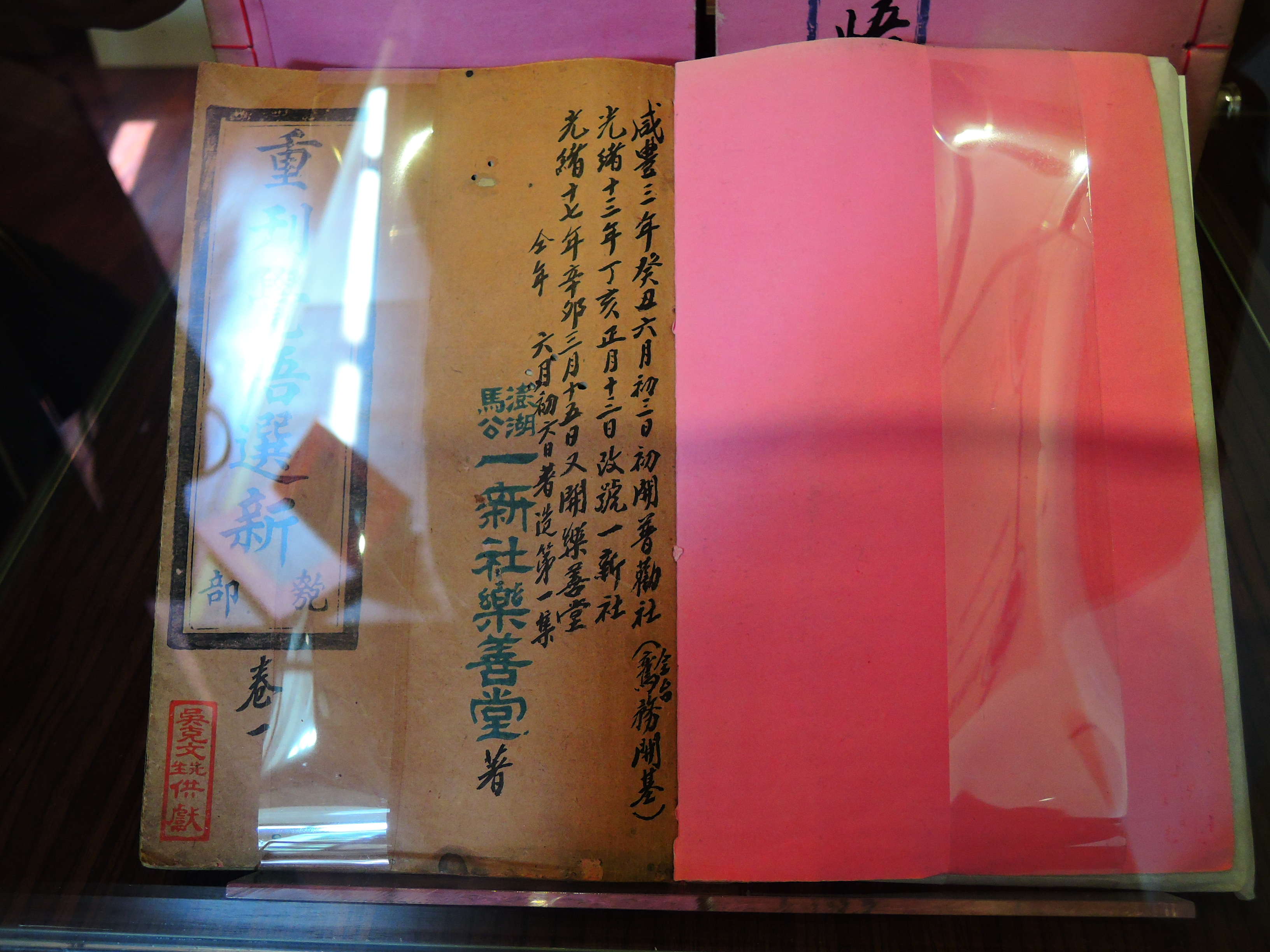
善書《重刊覺悟選新》

## 一新社清水解煙毒
相傳在明治34年（1901年），為了替諸多染上鴉片毒癮的澎湖居民戒除煙癮，一新社的諸多仕紳齊聚媽宮城隍廟中，祈求城隍爺降壇指示。澎境靈應侯降詩曰：「鴉片煙毒害不輕，荒工廢事失經營；有心世道除民患，恩准開壇在此行」:48，諭示轉求文衡聖君（關公），時隔多日，靈應侯城隍爺復降壇指示戒除鴉片條文六則，敕賜神方和甘露水、百靈丹，救人無數且靈驗非常。一新社亦因「清水解煙毒」聲名大噪，善堂的傳播也自此興旺。

## 一新社與聖真寶殿
明治44年（1911年），位於馬公市市區的一新社初建廟於今惠民醫院南鄰，但廟舍在第二次世界大戰期間被盟軍炸毀，戰後廟跡不存。1963年原社員欲重新振興社務，遂向政府機關登記，申請名為「一新社許真君廟神明會」的組織。由於1950年代至1960年代台灣的政府實施土地改革政策（三七五減租），廟產土地權屬大為變動，原本廟產土地係由承佃農民取得所有權，而佃農已捐獻給廣慈興建佛寺（即法界寺），一新社負責人吳克文出面協調爭取，最終順利與廣慈達成協議，同意讓一新社闢建廟舍，即今日位於馬公市區光復里的一新社聖真寶殿，終於在1966年落成。:119

## 奉祀
一新社樂善堂主祀神文衡聖帝（關羽），副祀慈濟真君（許遜）。1966年建殿後，又雕塑「文昌帝君」、「孚佑帝祖」、「司命真君」，此三尊神與文衡聖帝、慈濟真君合稱為「五恩主」。:118-122

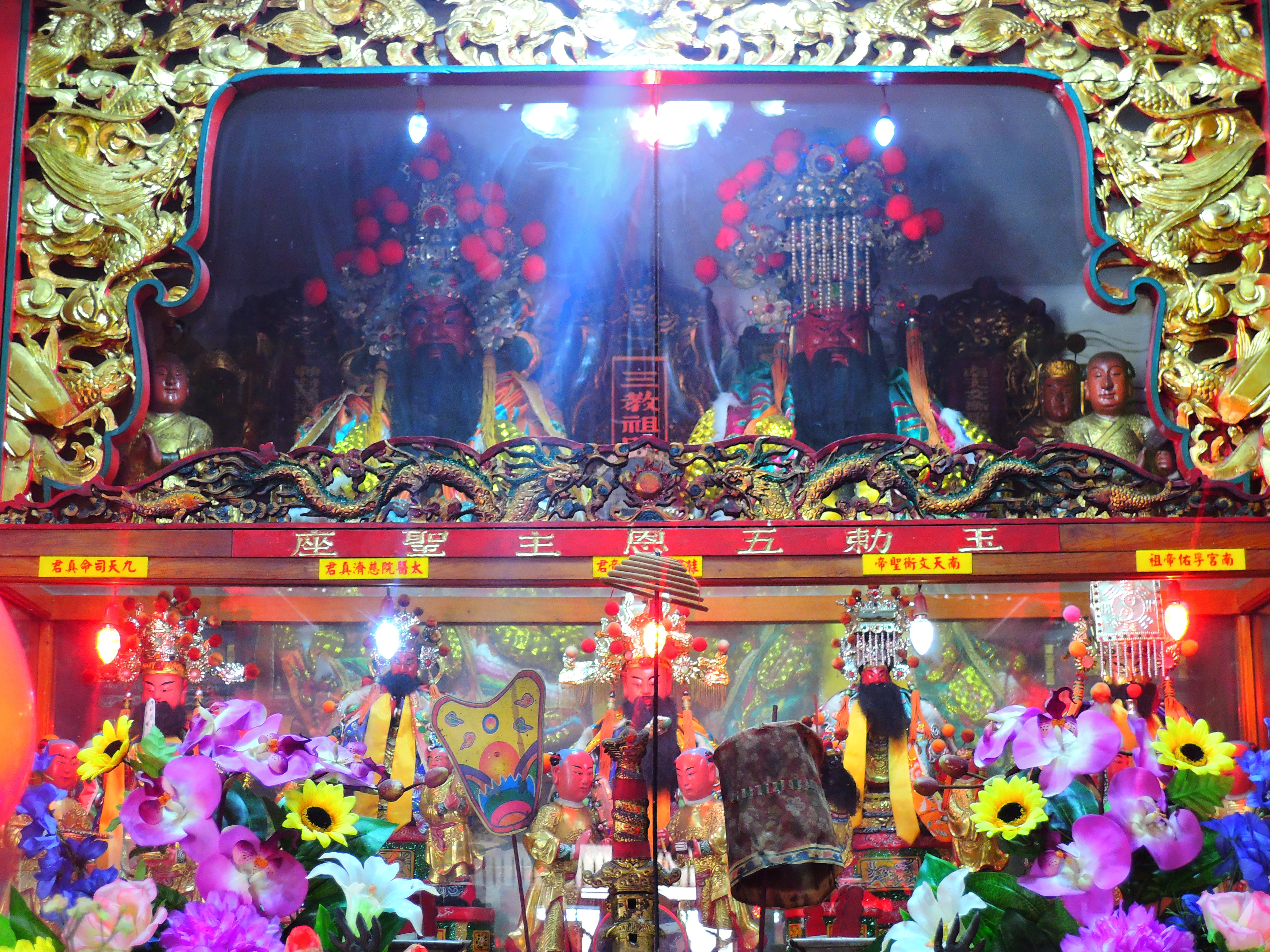
五恩主公（關聖帝君、慈濟真君、文昌帝君、孚佑帝祖、司命真君）
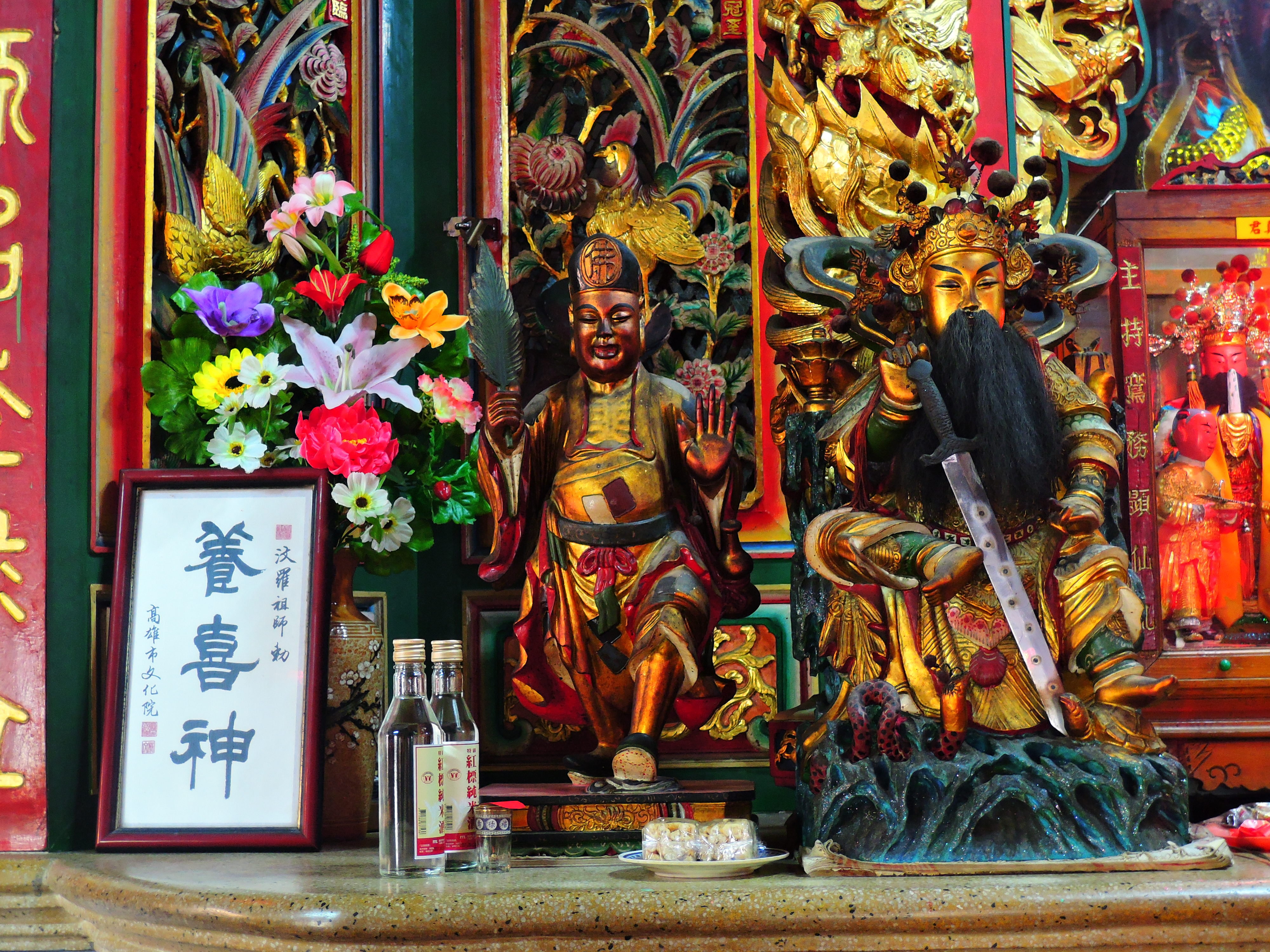
玄天上帝
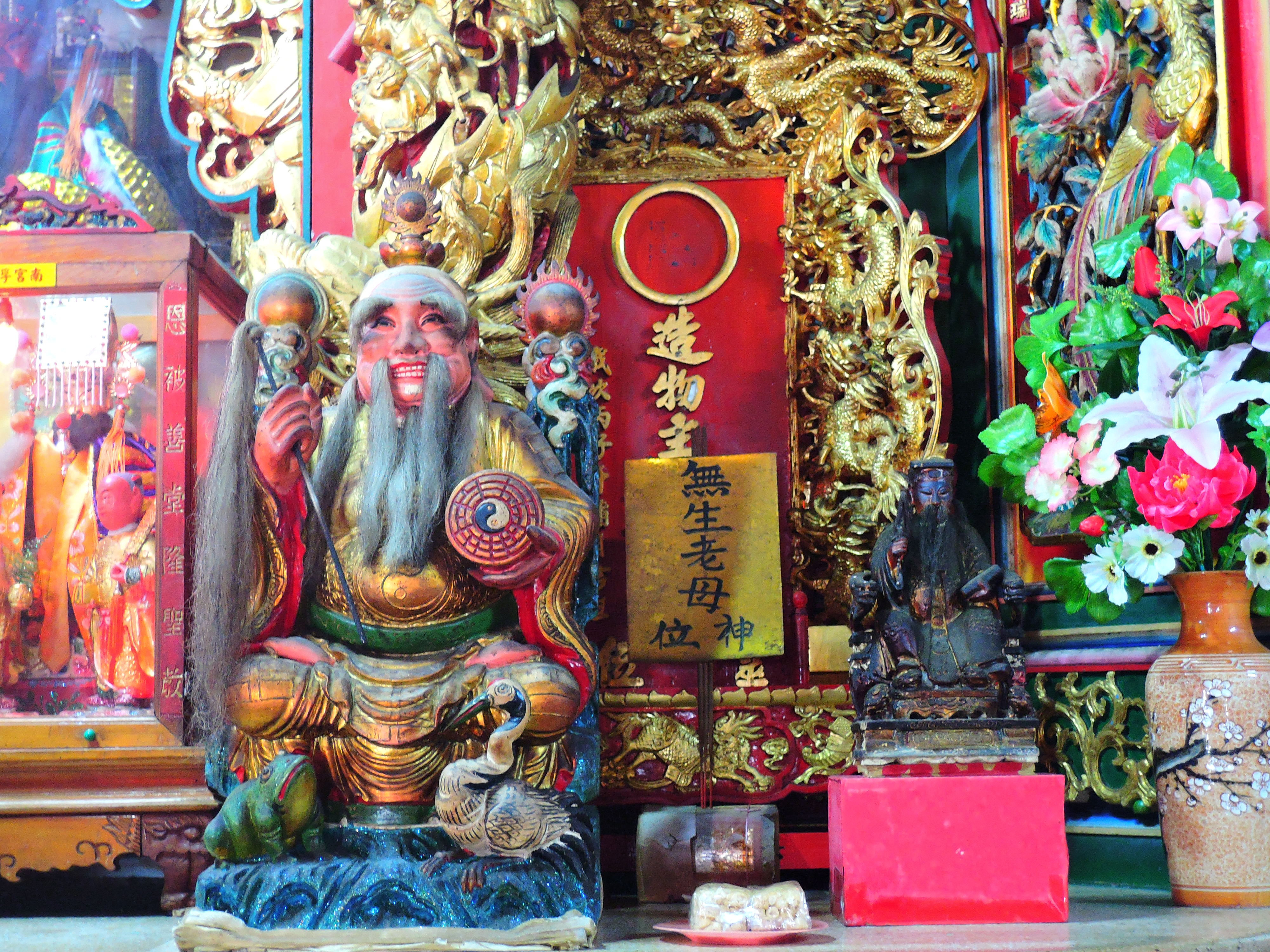
無生老母牌位

## 建築文物

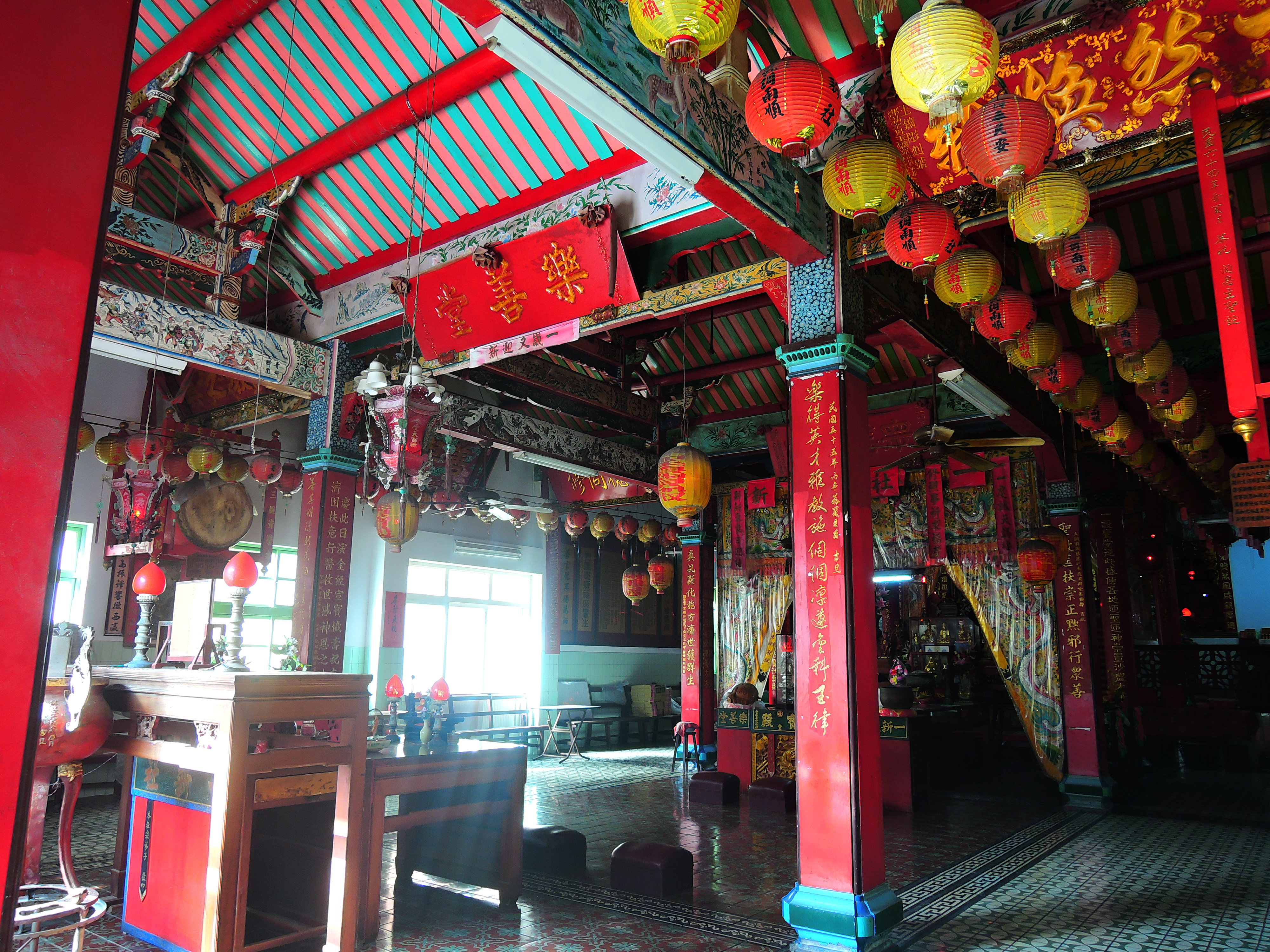
神明廳
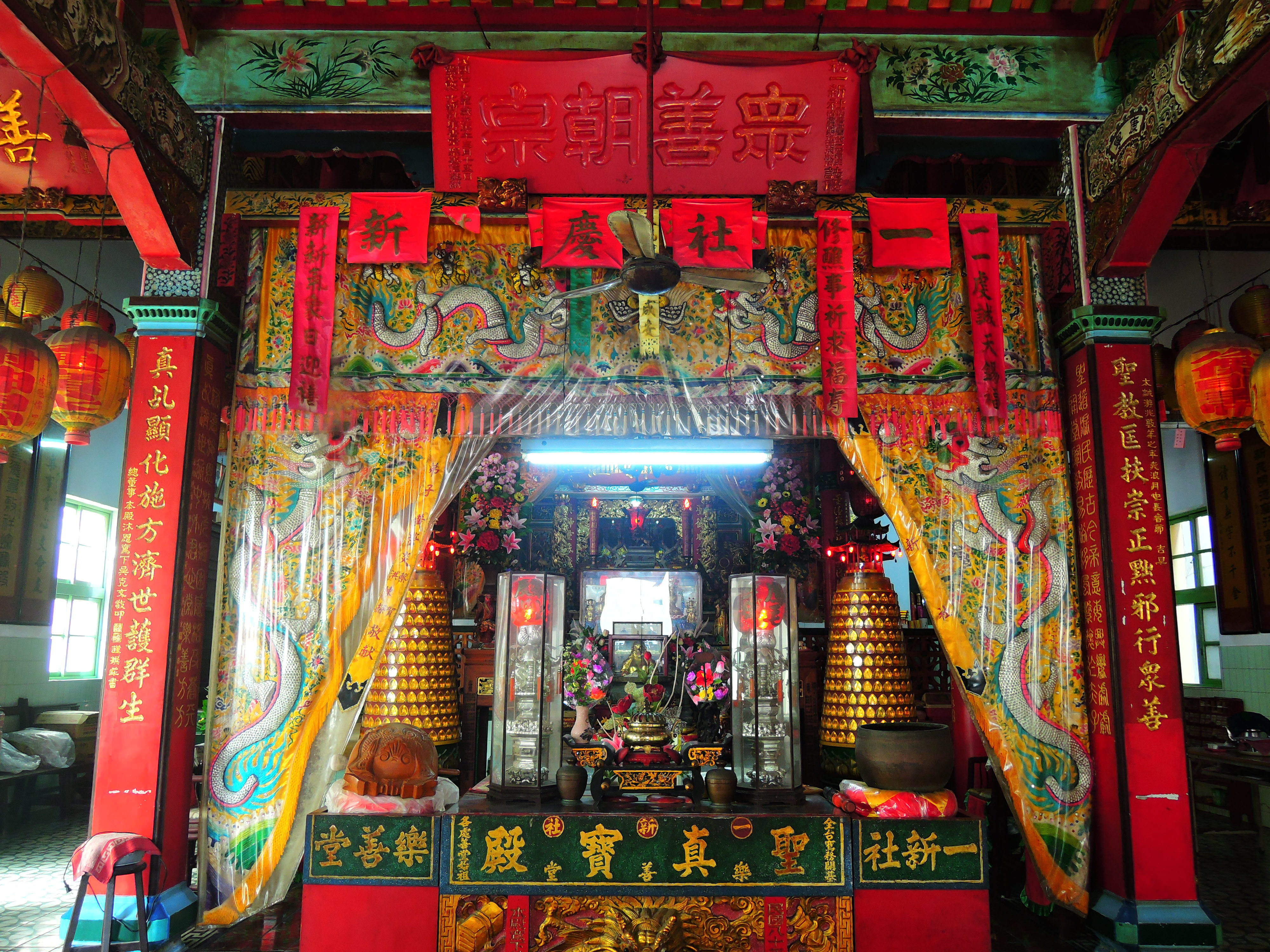
神明廳（前緣）
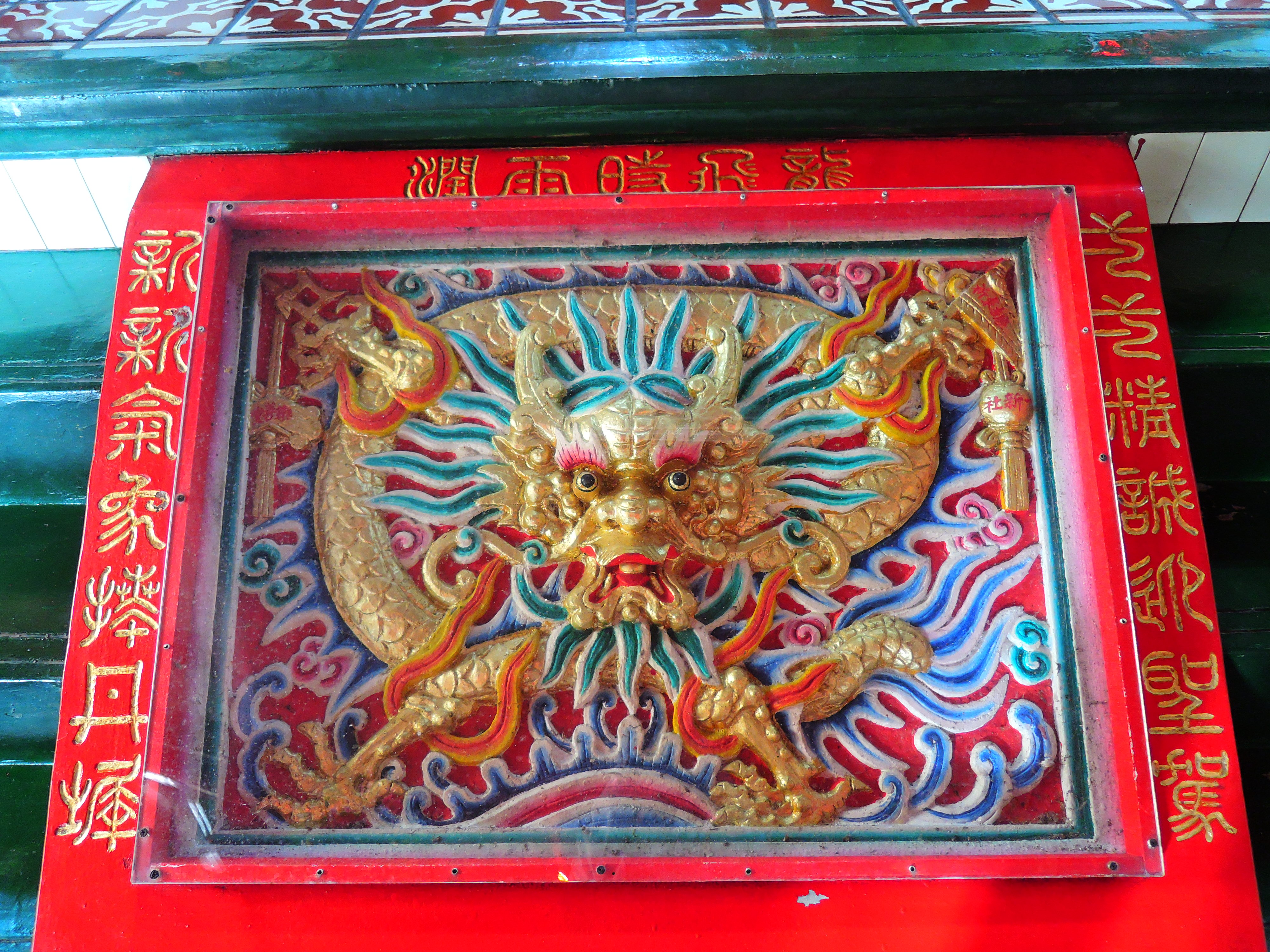
神明廳（後緣）御路螭龍
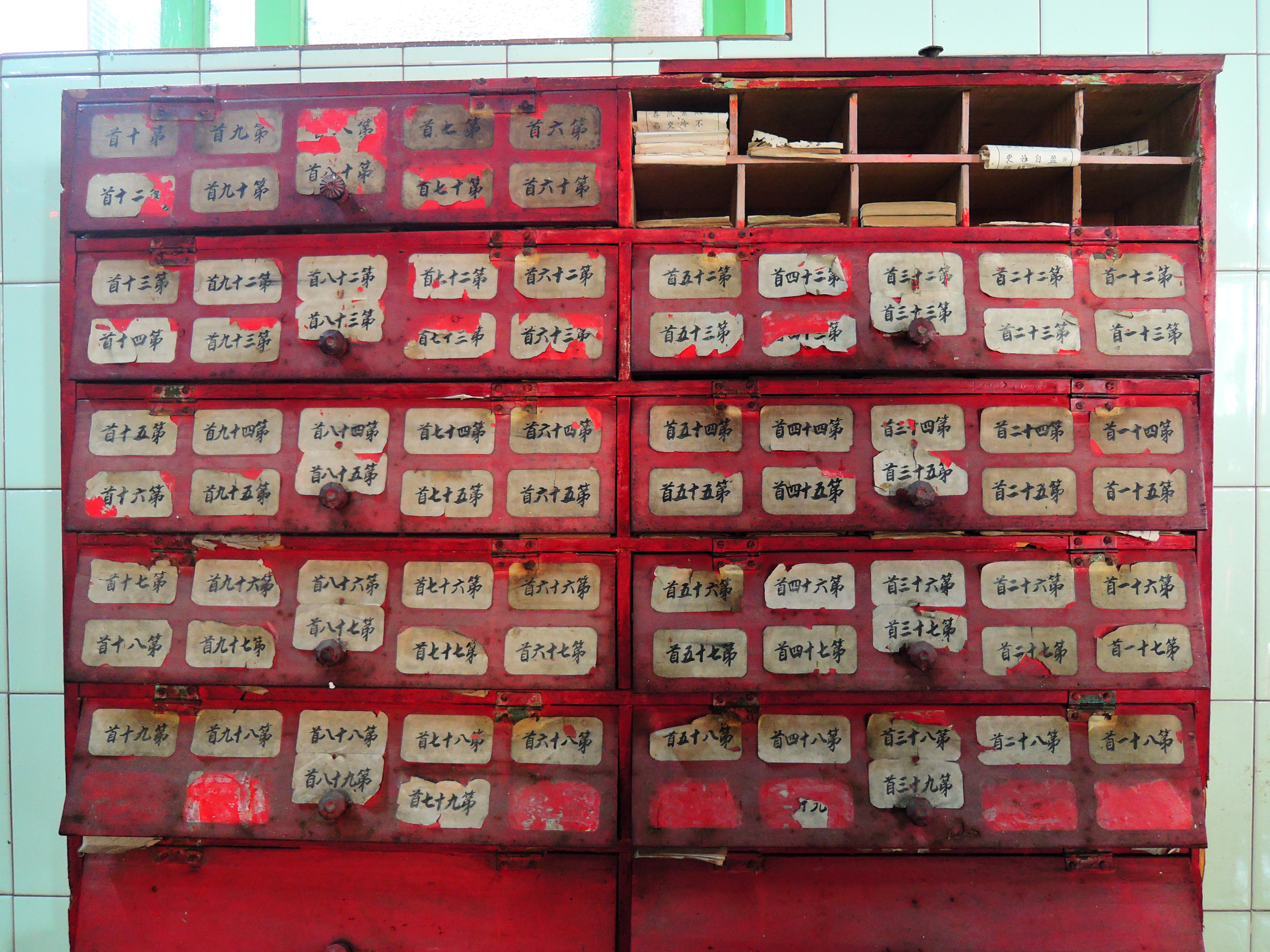
籤詩箱
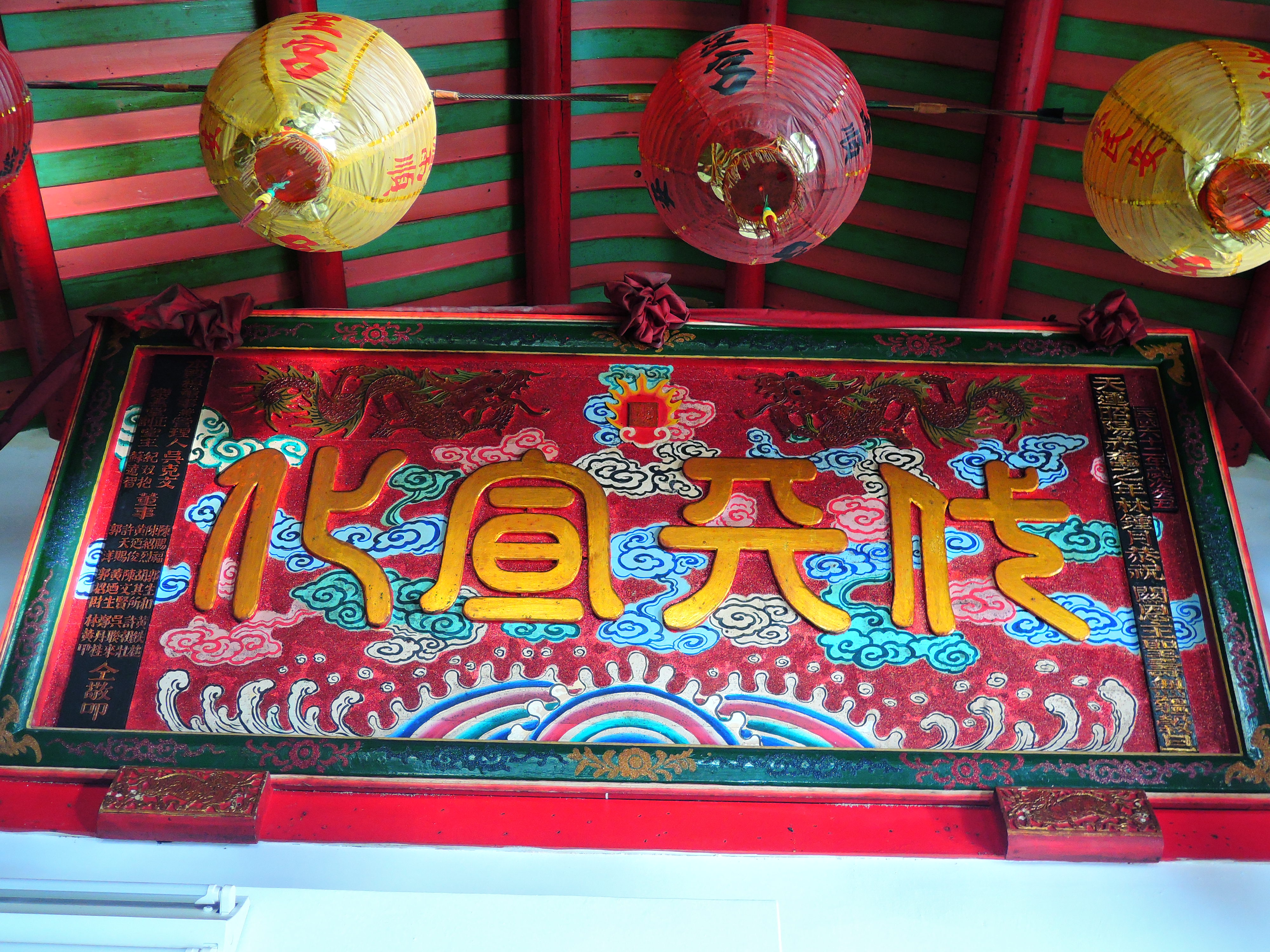
匾額
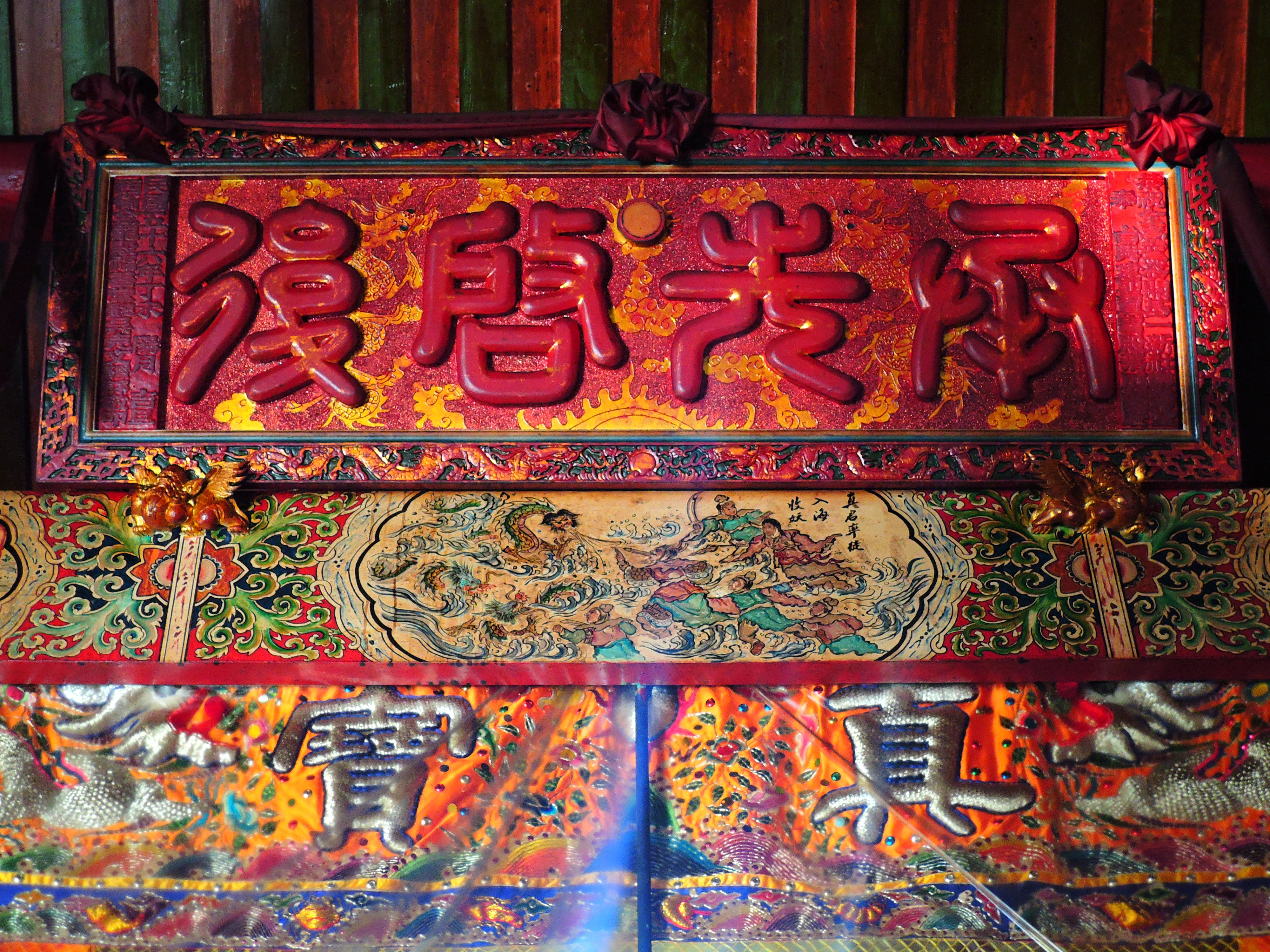
匾額

## 外部連結
- 澎湖縣馬公市一新社關聖帝君 （页面存档备份，存于）facebook專頁（繁體中文）
- 儒宗神教 （页面存档备份，存于）（繁體中文）

23°34′10″N 119°34′14″E / 23.569517°N 119.570600°E